# حسن رباط
حسن رباط، روستایی در دهستان زرکان بخش لایبید شهرستان میمه و وزوان در استان اصفهان ایران است. این روستا، مرکز دهستان زرکان است.

## جمعیت
بر پایه سرشماری عمومی نفوس و مسکن در سال ۱۳۹۵، جمعیت این روستا برابر با ۱٬۷۰۰ نفر (۵۶۳ خانوار) بوده است.

## جشنواره انگور
در سال های گذشته به هنگام برداشت میوه انگور ، جشنواره انگور در این روستا برگزار می شود و افراد بومی پذیرای بازدیدکنندگان این جشنواره هستند.